# Adama Cissé
 (avril 2017).
Adama Cissé (né le 21 mars 1967 au Sénégal) est un joueur de football international sénégalais, qui évoluait au poste de milieu de terrain.

## Biographie

### Carrière en sélection
Adama Cissé joue en équipe du Sénégal entre 1990 et 1993.
Il participe avec le Sénégal aux Coupes d'Afrique des nations de 1990 et de 1992. Le Sénégal se classe quatrième de la CAN en 1990.

## Palmarès
- Coupe afro-asiatique de football (1)
  - Vainqueur : 1992